# Tipula spinerecta
Tipula spinerecta är en tvåvingeart som beskrevs av Alexander 1947. Tipula spinerecta ingår i släktet Tipula och familjen storharkrankar. Inga underarter finns listade i Catalogue of Life.